# Mughrisi
Mughrisi (en georgiano: მუღრისი) o Alborta (en osetio: Æлбортæ; en ruso: Алборта) es una aldea que pertenece a la parcialmente reconocida República de Osetia del Sur, parte del distrito de Znaur, aunque de iure pertenece al municipio de Tighvi de la región de Iberia Interior de Georgia.

## Geografía
Mughrisi se encuentra en el margen izquierdo del río Prone occidental, a 1 kilómetro de Kornisi.  

## Historia
Según el "Matiane Kartlisai", cuando Bagrat III, que luchaba por la unificación de Georgia, partió de Tao-Klaryetia para resolver los asuntos desintegrados del reino de Kartli, primero puso un pie en Tighvi. Los nobles de Katli que lucharon contra él se fortificaron en Mughrisi, y allí tuvo lugar una batalla, en la que Bagrat salió victorioso. Según la crónica, el pueblo se llama Mogrisi.
De 1922 a 1990, formó parte del distrito de Znaur del óblast autónomo de Osetia del Sur. Durante el período soviético, ya no se mencionó después del censo de 1959, se mencionándose Ajalsopeli en su lugar.
Tras la guerra ruso-georgiana, ha estado ocupado por Rusia y controlado de facto por la República de Osetia del Sur. Según la división administrativa de Osetia del Sur, forma parte del distrito de Znaur.

## Demografía
La evolución demográfica de Mughrisi entre 1908 y 2015 fue la siguiente:
| 279                                                      | 283 | 322 | 274 | 69 | 0 | 75 |
| (Fuente: Population of South Ossetia since Soviet times) |     |     |     |    |   |    |

Según el censo soviético de 1959, la mayoría de la población local eran osetios.